# フリオル

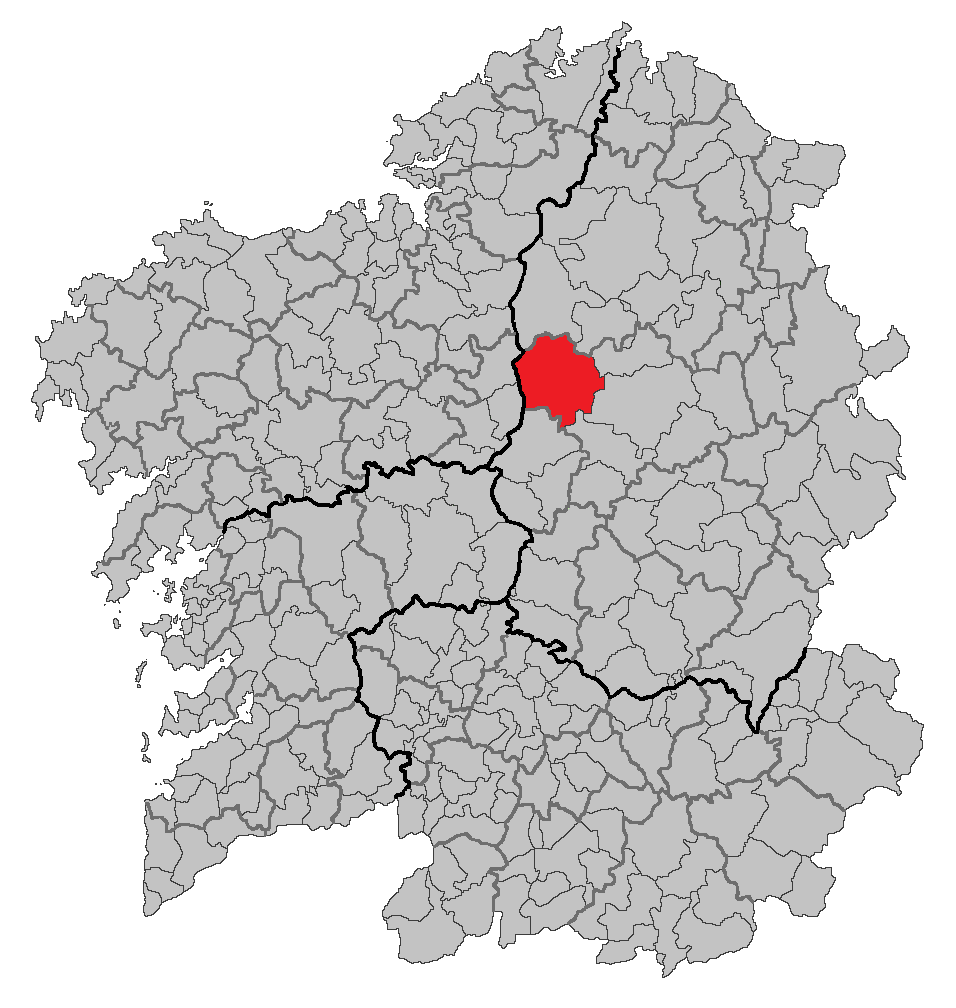

フリオル（Friol）は、スペイン、ガリシア州、ルーゴ県の自治体、コマルカ・デ・ルーゴに属する。ガリシア統計局によれば、2012年の人口は4,137人（2010年：4,246人、2009年：4,348人、2008年：4,430人、2006年：4,490人、2005年：4,533人、2004年：4,580人、2003年：4,646人） 。住民呼称はfriolés/-esa。
ガリシア語話者の自治体住民に占める割合は99.78％（2001年）。

## 地理
フリオルはルーゴ県の西部に位置し、コマルカ･デ･ルーゴに属する。隣接する自治体は、北がギティリスとベゴンテ、南がグンティンとパラス・デ・レイ、東がオウテイロ・デ・レイとルーゴ、西がア・コルーニャ県のトケスとソブラードである。自治体中心地区はフリオル教区のフリオル地区。
フリオルはルーゴ司法管轄区に属している。

### 人口
住民は32の教区の304の地区（集落）に居住する。
| フリオルの人口推移 1900－2010                           |
|                                                         |
| 出典:INE（スペイン国立統計局）1900年 - 1991年、1996年 - |

## 政治
自治体首長はガリシア国民党（PPdeG）のアントーニオ・エバリスト・ムイーニャ・ペナ（Antonio Evaristo Muíña Pena）、自治体評議員は、ガリシア国民党：7、ガリシア社会党（PSdeG-PSOE）：3、ガリシア民族主義ブロック（BNG）：1となっている（2011年5月22日の自治体選挙結果、得票順）。
| 1999年6月13日自治体選挙 |        |        |          |
| 政党                    | 得票数 | 得票率 | 獲得議席 |
| PPdeG                   | 2,217  | 60.57% | 8        |
| PSdeG-PSOE              | 518    | 14.15% | 1        |
| BNG                     | 488    | 13.33% | 1        |
| DG                      | 417    | 11.39% | 1        |

| 2003年5月25日自治体選挙 |        |        |          |
| 政党                    | 得票数 | 得票率 | 獲得議席 |
| PPdeG                   | 2,260  | 62.83% | 8        |
| PSdeG-PSOE              | 1,051  | 29.22% | 3        |
| BNG                     | 254    | 7.06%  | 0        |

| 2007年5月27日自治体選挙 |        |        |          |
| 政党                    | 得票数 | 得票率 | 獲得議席 |
| PPdeG                   | 2,253  | 61.91% | 7        |
| PSdeG-PSOE              | 1,023  | 28.11% | 3        |
| BNG                     | 339    | 9.32%  | 1        |

| 2011年5月22日自治体選挙 |        |        |          |
| 政党                    | 得票数 | 得票率 | 獲得議席 |
| PPdeG                   | 2,108  | 64.00% | 7        |
| PSdeG-PSOE              | 809    | 24.56% | 3        |
| BNG                     | 344    | 10.44% | 1        |

## 教区
フリオルは32の教区に分けられている。太字は自治体中心地区のある教区。
- アナフレイタ（サン・ペドロ）
- アンシェリス（サンタ・マリーア）
- ブラ（サン・マルティーニョ）
- カルバージョ（サン・シアーオ）
- カルリン（サンタ・マリーア）
- コター（サン・マルティーニョ）
- フリオル（サン・シアーオ）
- ギマレイ（サンタ・マリーア）
- グルドリス（サンティアーゴ）
- ラマス（サンタ・マリーア）
- レア（サン・シュルショ）
- マデーロス（サンタージャ）
- ミラス（サンティアーゴ）
- ナルラ（サン・ペドロ）
- ノダール（サン・マメーデ）
- オウサー（サン・シアーオ）
- オ・パシオ（サンタ・マリーア）
- プラード（サン・マルティーニョ）
- ラメージェ（サンタ・マリーア）
- ロチャ（サン・コスメーデ）
- ロイミル（サン・シアーオ）
- サン・シブラオ・ダ・プレガション（サン・シブラーオ）
- サン・マルティーニョ・デ・コンデス（サン・マルティーニョ）
- サンタージャ・デ・デベーサ（サンタージャ）
- セイション（サン・パイオ）
- セオアーネ・ダ・プレガション（サン・ショアン）
- セレン（サンタ・クルス）
- シルベーラ（サンタ・マリーア）
- トラスモンテ（サンティアーゴ）
- ビラフィス（サンタ・マリーア）
- ビラルビーテ（サン・ペドロ）
- シアー（サンタ・マリーア）